# Ruben Sutter
Ruben Sutter (* 4. Oktober 1916 in Sculms; † 15. Juni 1985 in Bédarieux, Frankreich) war ein Schweizer Botaniker.

## Leben
Ruben Sutter wurde in Sculms, einer Ortschaft im Safiental, Kanton Graubünden, als Sohn des Bergbauern Christian Sutter und von dessen Ehefrau Margaretha Sutter geboren. Er besuchte die Dorfschule von Sculms und führte danach zunächst den Landwirtschaftsbetrieb der Familie weiter. Als Kenner der regionalen Vegetation bildete er sich autodidaktisch in Botanik weiter. Er begleitete die Bündner Naturwissenschaftler Paul Müller und Rudolf Gsell auf Exkursionen und kam in Kontakt zum Pionier der Pflanzensoziologie Josias Braun-Blanquet, bei dem er in Montpellier das Studium in Botanik aufnehmen konnte. 1954 wurde er wissenschaftlicher Mitarbeiter bei Braun-Blanquet. Von Montpellier aus untersuchte er die Vegetation vor allem in den Südalpen und in der Provence.

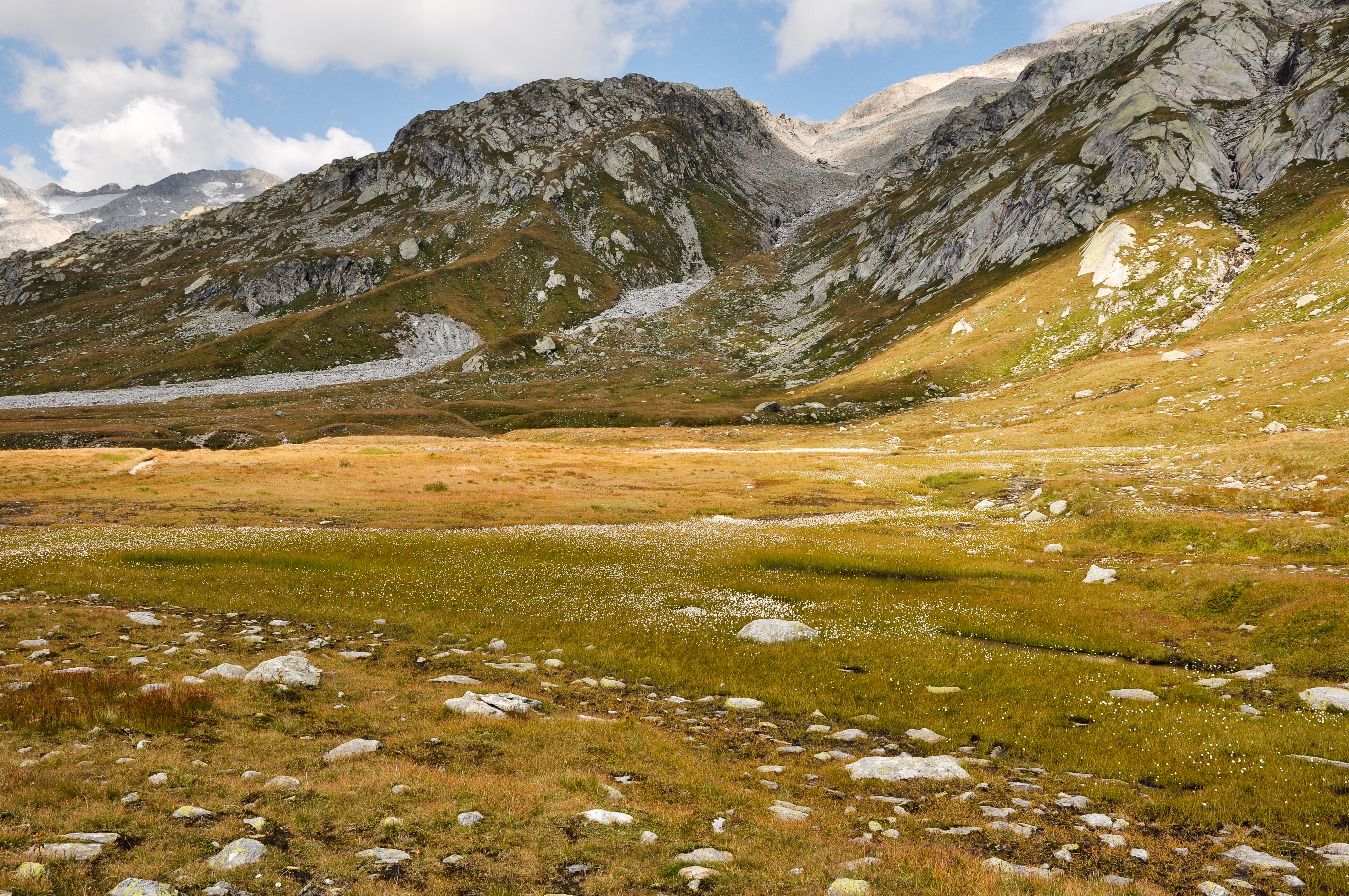
Gebirgsvegetation der Greina-Ebene

Seit 1971 war Ruben Sutter bei Max Welten Assistent und später Oberassistent am Botanischen Institut der Universität Bern, wo er zusammen mit Welten den «Verbreitungsatlas der Farn- und Blütenpflanzen der Schweiz» redigierte. 1975 ehrte ihn die Universität Bern mit der Ehrendoktorwürde.
In zahlreichen Publikationen hielt er die Ergebnisse seiner botanischen Forschung fest. Er arbeitete an grundlegenden Werken von Josias Braun-Blanquet über die Pflanzensoziologie mit. Monographien widmete er unter anderem der alpinen Vegetation der Greina-Hochebene im Kanton Graubünden und einer Region der Schwyzer Voralpen.
Das Habichtskraut Hieracium sutteri ist nach Ruben Sutter benannt.

## Werke
- Unser Frauenschuh. In: Der Freie Rätier. 111. 12. Mai 1950.
- 1952. Über Ophrys muscifera, die fliegentragende Ragwurz, und ihre Verwandten in Graubünden. Ein Beitrag zur Naturschutzverordnung von Graubünden. In: Neue Bündner Zeitung. 76. Jg., 31. Mai 1952.
- Zur Erinnerung an Dr. Rudolf Gsell 1892–1953. Eine Würdigung seines botanischen Schaffens. In: Jahresbericht der Naturforschenden Gesellschaft Graubünden. N.F. 85, 1956.
- Beiträge zur Flora des Grignamassivs (Comersee). In: Bauhinia. Band 2, 1962, S. 50–54.
- Das Caricion austroalpinae. Ein neuer insubrisch-südalpiner Seslerietalia-Verband. In: Mitteilungen der Ostalpin-dinarischen Pflanzensoziologischen Arbeitsgemeinschaft. 1962.
- Über Vorkommen und Verbreitung der Orchideen in ihrer Beziehung zu den Pflanzengesellschaften in der Grignagruppe (Lago di Como). In: Bauhinia. Band 3, 1967, S. 269–290.
- Floristische Beobachtungen aus dem Bündner und Berner Oberland. In: Mitteilungen der Naturforschenden Gesellschaft in Bern. N.F. 29, 1972, S. 103–109.
- Zur Verbreitung und soziologischen Bindung von Taraxacum braun-blanquetti van Soest und einiger weiterer seltener Arten im Départment Herault (Südfrankreich). In: Phytocoenologia. Band 2, 1975, S. 40–48.
- Zur Flora und Vegetation der Greina (Hochtal an der Grenze Graubünden-Tessin). In: Natur und Mensch. 1, 2 und 3, 1976. Sonderdruck, S. 1–24.
- Floristische Beobachtungen in Südbünden sowie im Tessin und Wallis. In: Mitteilungen der Naturforschenden Gesellschaft in Bern. N.F. 33, 1977, S. 84–90.
- Über Vorkommen und Verbreitung von Woodsia alpina (Bolton) Gray (Wilvensis (L.) R. Br. ssp. alpina (Bolt.) Aschers.) in den Schweizeralpen. In: Berichte der Schweizerischen Botanischen Gesellschaft. Band 87, 1977, S. 63–78.
- Mit Josias Braun-Blanquet: Die Petasites albus-Aruncus dioicus-reiche Hochstaudenvegetation Graubündens (Arunco-Petasition all. nov.). In: Mitteilungen der floristisch-soziologischen Arbeitsgemeinschaft. N.F. 19/20, 1977, S. 313–322.
- Systematische Übersicht der Pflanzengesellschaften Graubündens nach J. Braun-Blanquet. Zusammengestellt von R. Sutter unter Mitarbeit von A. Lieglein. 1978.
- Führer zur Grigna-Exkursion der Bernischen Botanischen Gesellschaft vom 5.–9. Juli 1979. Bern 1979.
- Dr. Josias Braun-Blanquet – Eine Würdigung von Leben und Werk. In: Botanica Helvetica. Band 91, 1981, S. 17–33.
- Mit Josias Braun-Blanquet: Ufergebüsche der inneralpinen Flußläufe (Verband des Salicion pentandrae Br.-Bl. 1949). In: Fragmenta Phytosociologica Raetica. XI. Jahresbericht der Naturforschenden Gesellschaft Graubünden. Band 99, 1982, S. 59–73.
- Mit Elias Landolt, Hans-Peter Fuchs, Christian Heitz: Bericht über die gefährdeten und seltenen Gefässpflanzen der Schweiz («Rote Liste»). In: Berichte des Geobotanischen Instituts der ETH, Stiftung Rübel. Band 49, 1982, S. 195–218.
- Mit Ruth Schneider: Beitrag zur Flora und Vegetation Südkalabriens. 1982.
- Mit Max Welten: Verbreitungsatlas der Farn- und Blütenpflanzen der Schweiz. 2 Bände, Basel 1982.
- Das Seslerio-Festucetum consobrinae, eine Relikt-Assoziation der Hügelzonen nördlich des Pic St. Loup, Herault, Frankreich. In: G. Lang (Red.): Festschrift Max Welten. Vaduz 1984, S. 499–512.